# فخيخة (الرقة)
فخيخة قرية سورية تتبع ناحية المنصورة في منطقة الثورة في محافظة الرقة. بلغ عدد سكانها 855 نسمة في عام 2004 حسب إحصاء المكتب المركزي للإحصاء.